# Константин Държилов
Константин Държилов, също Държилович или Държоловец, наречен Динката, е български революционер, общественик и книжовник.

## Биография
Роден е в 1798 година в Държилово, българско село в Негушко. Учи в прочутото гръцко училище в Мелник. Заедно с по-малкия си брат Киряк Държилов взима участие в Негушкото въстание от 1822 година, в което родното му село е опожарено, след което воюва срещу османците в Централна Гърция по време на Гръцката война за независимост до 1829 година.
След извоюването на независимостта на Гърция Константин се установява с брат си в Атина, а в 1850 година двамата се местят в Солун, където помага на брат си в работата на печатницата, която Киряк създава, и се занимава с търговия. Константин Държилов е един от най-усърдните борци за българска просвета и църковна независимост. Поддържа връзки с Георги Раковски и пише в неговия вестник „Дунавски лебед“. Заедно с брат си е настоятел и разпространител на „Цариградски вестник“ и „Македония“. Поддържа кореспонденция и със Стефан Веркович. В свое стихотворение от 1862 година възхвалява дейността на Иларион Макариополски заради Великденската акция от 1860 година и завършва:
| „ | Живи славна Бугария, Македония, Тракия! Живи духовенство и бугарско Патричество! | “ |

В писмо от 18 май 1864 година Държилов пише на Веркович:
| „ | Да ме прощаваш от не знаем добро народното майцино ми азик; на щаррос, брате мое, го научи бес учител, сам сос азбукето, сос букврчето. Вас молам на бугарчки азик, македончки да ми пишиш, твойо писмо мосне добро са чити, пиши го малко по-отворено. Кажи ми, ако отберуваш и моето прощо булгарчко писмо, тогай немаме нужда от гарчкото. | “ |

Константин Държилов е радетел за откриване на българско училище в Солун. Има някои сведения, свързани с тази идеята – според писмо на Димитър Миладинов от 22 декември 1859 година руската императрица чрез руския консул във Варна Александър Рачински е пратила пари на дъщерята на Държилов, Славка Динкова, за основаване на българско училище в Солун (но според некролога ѝ тя е родена в 1850 година); през февруари 1862 година Динко Държилов известява зографското монашеско братство, че е основал българска община в Солун, а няколко месеца по-късно съобщава на монасите, че в града вече има и българско училище; с тези писма той фактически иска помощта им за заплащането на учител. Идеята му е създаденото в Солун училище да се превърне „във върховно училище, нещо като пансион“, в което да се възпитават бедни деца и да се учат по съчиненията на сина му Георги Динков, които ще отпечата в руския манастир на Атон. По същото време в руското консулство в Солун е депозирана молба, подписана от председателя на българската църковна община и още 87 нейни членове, които молят за финансова подкрепа за замисленото от тях българско училище в града. Средства обаче не са получени.
В периода 1863 – 1866 година семейството му е център на българските инициативи в Солун. В 1866 година в къщата им се открива българско училище, което е ръководено от дъщерята Славка Динкова и съществува до нейната смърт в 1869 година.

## Семейство
Константин Държилов е женен за Велика, която според сведение на Арсени Костенцев е от Охрид; тя напълно подкрепя борбите против гърцизма и идеята за просвета на български език. Родители са на Георги Динков и Славка Динкова, видни дейци на Българското възраждане в Македония.
Държилов умира в Солун в 1890 година.

## Родословие
|  |  |  |  |  |  |                           |                           |                           |                           |                                |                           |  |  |                                   |                                   |                                   |                                   |                                   |                                   |  |  |                              |                              |                              |                              |                              |                              |  |  |
|  |  |  |  |  |  |                           |                           |                           |                           |                                |                           |  |  |                                   |                                   |                                   |                                   |                                   |                                   |  |  |                              |                              |                              |                              |                              |                              |  |  |
|  |  |  |  |  |  | Киряк Държилов (? – 1877) | Киряк Държилов (? – 1877) | Киряк Държилов (? – 1877) | Киряк Държилов (? – 1877) | Киряк Държилов (? – 1877)      | Киряк Държилов (? – 1877) |  |  | Константин Държилов (1798 – 1890) | Константин Държилов (1798 – 1890) | Константин Държилов (1798 – 1890) | Константин Държилов (1798 – 1890) | Константин Държилов (1798 – 1890) | Константин Държилов (1798 – 1890) |  |  | Велика Държилова (? – 1867)  | Велика Държилова (? – 1867)  | Велика Държилова (? – 1867)  | Велика Държилова (? – 1867)  | Велика Държилова (? – 1867)  | Велика Държилова (? – 1867)  |  |  |
|  |  |  |  |  |  | Киряк Държилов (? – 1877) | Киряк Държилов (? – 1877) | Киряк Държилов (? – 1877) | Киряк Държилов (? – 1877) | Киряк Държилов (? – 1877)      | Киряк Държилов (? – 1877) |  |  | Константин Държилов (1798 – 1890) | Константин Държилов (1798 – 1890) | Константин Държилов (1798 – 1890) | Константин Държилов (1798 – 1890) | Константин Държилов (1798 – 1890) | Константин Държилов (1798 – 1890) |  |  | Велика Държилова (? – 1867)  | Велика Държилова (? – 1867)  | Велика Държилова (? – 1867)  | Велика Държилова (? – 1867)  | Велика Държилова (? – 1867)  | Велика Държилова (? – 1867)  |  |  |
|  |  |  |  |  |  |                           |                           |                           |                           |                                |                           |  |  |                                   |                                   |                                   |                                   |                                   |                                   |  |  |                              |                              |                              |                              |                              |                              |  |  |
|  |  |  |  |  |  |                           |                           |                           |                           |                                |                           |  |  |                                   |                                   |                                   |                                   |                                   |                                   |  |  |                              |                              |                              |                              |                              |                              |  |  |
|  |  |  |  |  |  | Евдокия Алексиаду         | Евдокия Алексиаду         | Евдокия Алексиаду         | Евдокия Алексиаду         | Евдокия Алексиаду              | Евдокия Алексиаду         |  |  | Георги Динков (1839 – 1876)       | Георги Динков (1839 – 1876)       | Георги Динков (1839 – 1876)       | Георги Динков (1839 – 1876)       | Георги Динков (1839 – 1876)       | Георги Динков (1839 – 1876)       |  |  | Славка Динкова (1850 – 1869) | Славка Динкова (1850 – 1869) | Славка Динкова (1850 – 1869) | Славка Динкова (1850 – 1869) | Славка Динкова (1850 – 1869) | Славка Динкова (1850 – 1869) |  |  |
|  |  |  |  |  |  | Евдокия Алексиаду         | Евдокия Алексиаду         | Евдокия Алексиаду         | Евдокия Алексиаду         | Евдокия Алексиаду              | Евдокия Алексиаду         |  |  | Георги Динков (1839 – 1876)       | Георги Динков (1839 – 1876)       | Георги Динков (1839 – 1876)       | Георги Динков (1839 – 1876)       | Георги Динков (1839 – 1876)       | Георги Динков (1839 – 1876)       |  |  | Славка Динкова (1850 – 1869) | Славка Динкова (1850 – 1869) | Славка Динкова (1850 – 1869) | Славка Динкова (1850 – 1869) | Славка Динкова (1850 – 1869) | Славка Динкова (1850 – 1869) |  |  |
|  |  |  |  |  |  |                           |                           |                           |                           |                                |                           |  |  |                                   |                                   |                                   |                                   |                                   |                                   |  |  |                              |                              |                              |                              |                              |                              |  |  |
|  |  |  |  |  |  |                           |                           |                           |                           | Димитриос Динкас (1876 – 1974) |                           |  |  |                                   |                                   |                                   |                                   |                                   |                                   |  |  |                              |                              |                              |                              |                              |                              |  |  |